# Crucifix du Maître des Crucifix bleus
Le Crucifix du Maître des Crucifix bleus est un  crucifix peint  en  tempera  sur bois sur ses deux faces, réalisé vers 1250 par le Maître des Crucifix bleus actif en Ombrie. Il est exposé au couvent Saint-François d'Assise.

## Histoire
Le crucifix est nommé ainsi pour la prééminence de la couleur bleue dans les habits des personnages représentés (Marie et Jean) ainsi que le périzonium du Christ, ce qui crée un contraste fort avec les fonds dorés.

## Description
Le Christ est du type  patiens, mort (kénose) de la représentation orientale (byzantine) montrant les déformations dues aux sévices infligés :
- Face tournée, émaciée saisie par la mort dans une pose sereine,
- yeux fermés du  masque mortuaire,
- affaissement du corps,
- plaies saignantes, (mains, pieds et flanc)

Le crucifix en forme de croix potencée comporte deux personnages, Marie et Jean, dans le panneau des flancs du Christ.
Le titulus laisse voir des traces de son texte.